# Спортен съдия
Спортен съдия е термин от спорта. Други наименования са просто съдия, рефер, арбитър, страничен съдия и други в зависимост от спорта.
Съдията е лице със специална квалификация и права да ръководи спортни състезания по определен вид спорт, да контролира спазването на правилата за тяхното провеждане и да регистрира постигнатите спортни резултати.